# Ford Mustang (1973)
La Ford Mustang II (nome in codice T5) è la seconda generazione dell'omonima vettura, una pony car prodotta dalla casa automobilistica statunitense Ford dal 1973 al 1978.

## Storia

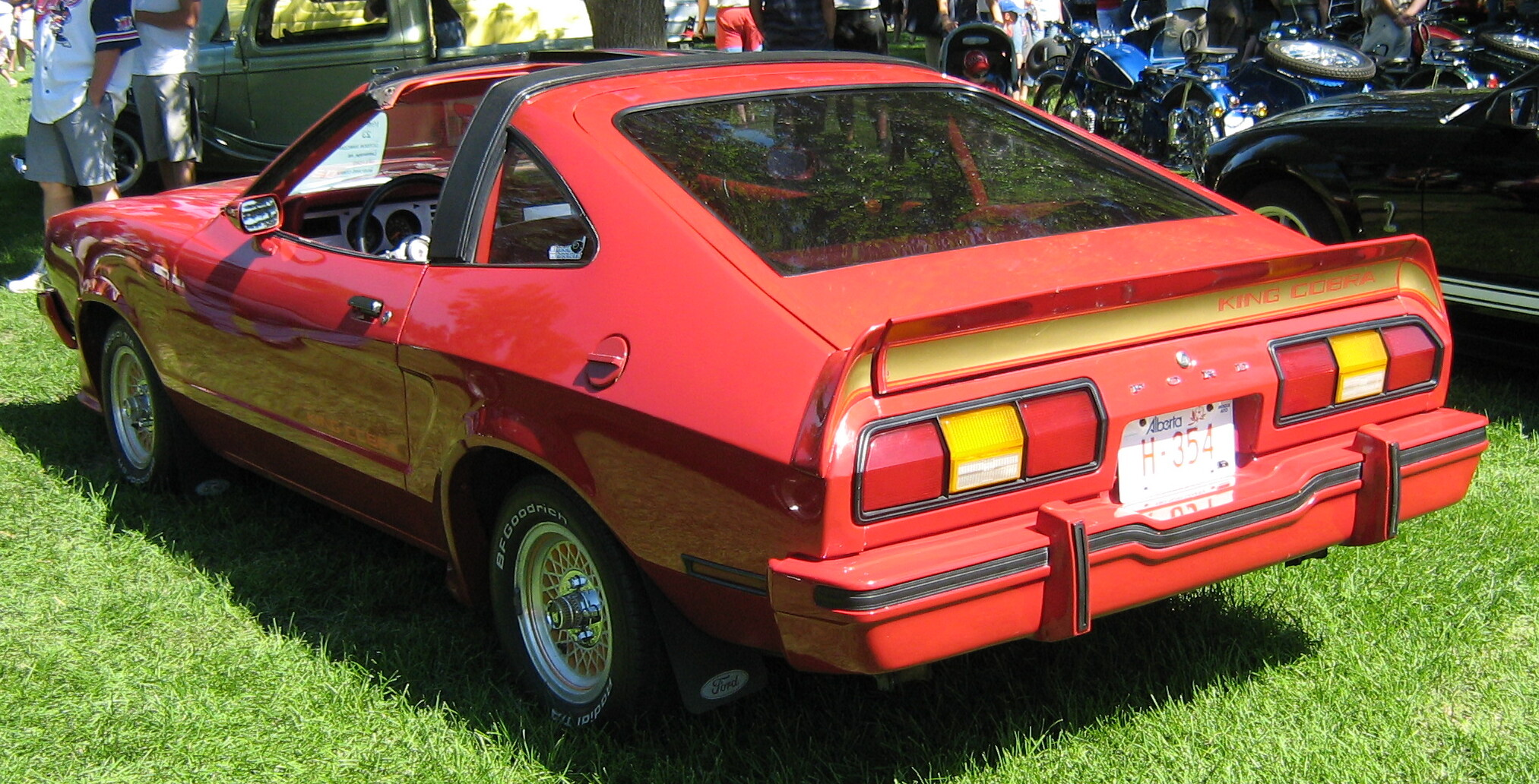
Una Ford Mustang II Cobra Hatchback a 3 porte

Alla fine del 1973, in concomitanza con la crisi energetica occorso quell'anno, venne introdotta la Mustang II, vettura che ebbe vita breve ma che fece conquistare alla Ford un altro premio quale vettura dell'anno. Questo modello riportava la Mustang alle sembianze del modello 1964 per quanto riguardava le dimensioni, la forma e lo stile generale. La vettura si dimostrò più piccola dei modelli precedenti oltre che più lenta e pesante anche se la casa puntava molto sulla qualità delle sue rifiniture, che venne definita come la più alta mai realizzata nell'industria automobilistica USA. In merito alle dimensioni la Mustang II era 50 cm più corta, 10 cm più stretta e 2,5 cm più bassa della versione precedente.

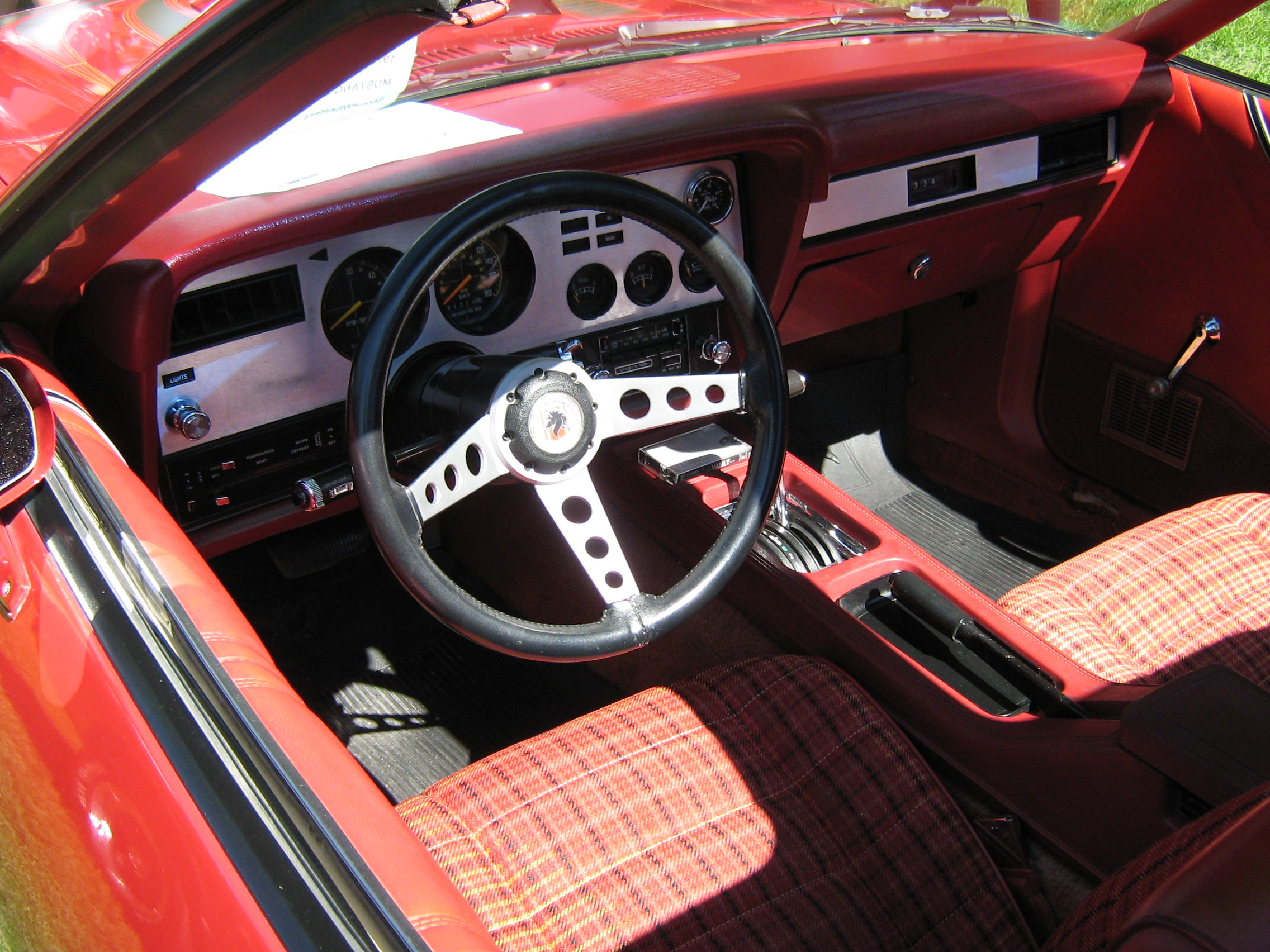
Interni Mustang Cobra

La Mustang II era disponibile con carrozzeria hardtop 3 porte. La versione base montava un motore da 2,3 litri (146 in3) quattro cilindri in linea con singolo albero a camme in testa. Questo motore fu il primo ad essere realizzato usando non più il sistema di misurazione americano ma quello metrico. Come optional era disponibile il V6 da 2,8 litri (170in3), prodotto in Europa per la Capri. Questo significò che il motore V8 scompariva, anche se per il solo 1974, dalla gamma Mustang. Questa assenza fu soggetta a diverse critiche da parte dei fan della vettura che scrissero molte lettere alle riviste di settore.
La Ford reintrodusse, con il model year 1975, il motore V8 ma dato che la vettura non era stata pensata per ospitare un motore simile fu necessario procedere ad una rilevante riprogettazione della stessa. Il modello di base dal quale partire per realizzare la Mustang II fu la Ford Pinto. Il motore scelto fu il 4,9 litri (302in3) V8.

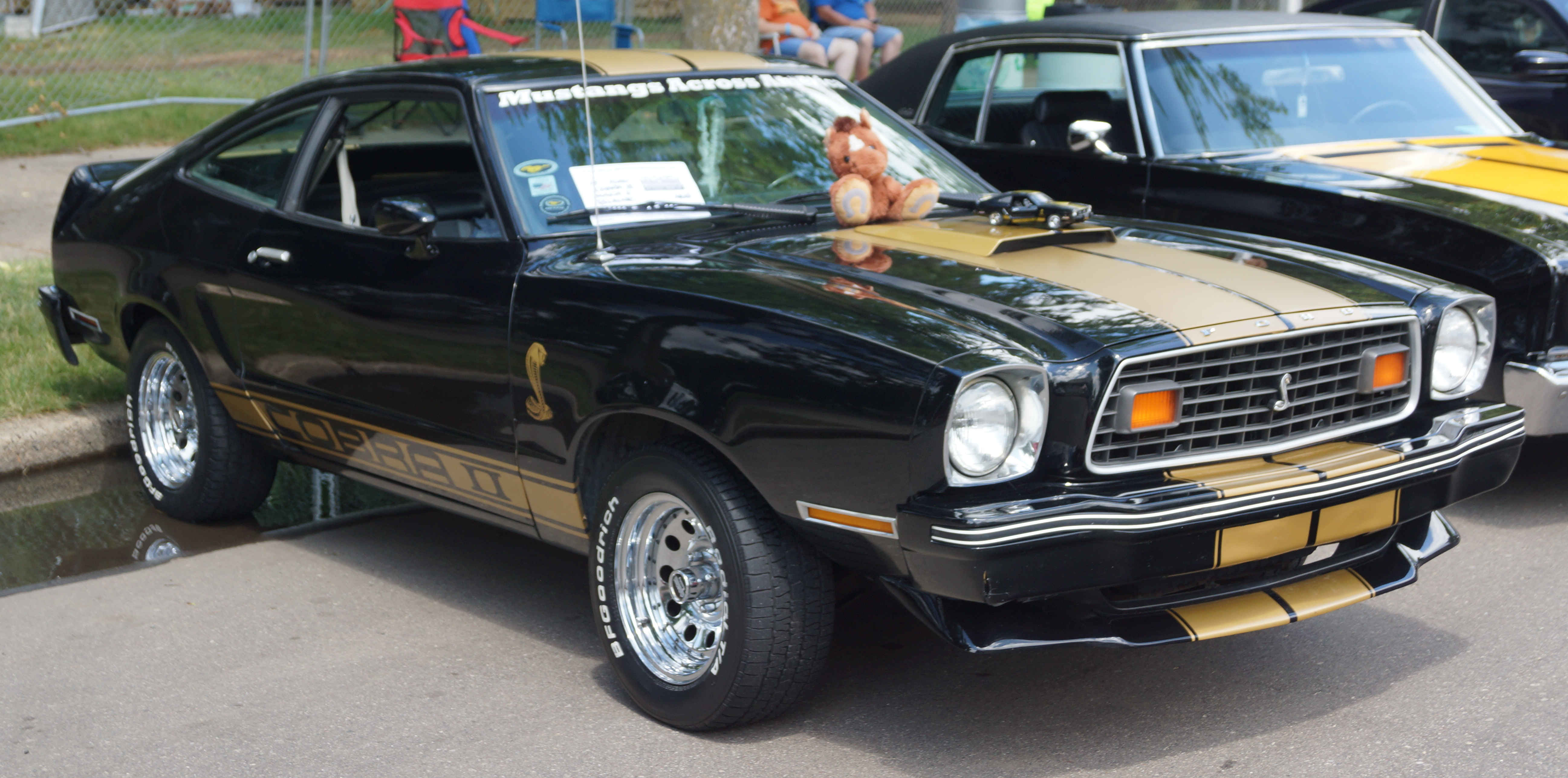
Una Ford Mustang Cobra II del 1978

Nel 1976 venne lanciata la versione speciale Cobra II. Tale vettura era ispirata alle Shelby Mustang, e per questo motivo era stata dotata di un'ampia presa d'aria sul cofano, dello stemma della Shelby sulla mascherina del radiatore, di uno spoiler posteriore e di strisce da corsa in diverse tonalità. Unicamente l'aspetto era sportivo, in quanto il motore rientrava negli standard della Mustang II.
In ogni caso la vettura ebbe un buon successo commerciale e furono 400.000 gli esemplari prodotti nel primo anno. Il successo fu dovuto più che alle innovazioni introdotte al fatto che questo modello seppe riconquistare l'affetto del pubblico come era avvenuto per il modello 1964.
Anche la crisi petrolifera, che eliminò in pratica la fascia di vetture più potenti dai listini di quasi tutte le case automobilistiche, non interruppe il successo della Mustang II.